# Juana Sancho Gil
Juana María Sancho Gil (1948) es una profesora española, catedrática de Tecnologías Educativas del Departamento de Didáctica y Organización Educativa de la Facultad de Educación de la Universidad de Barcelona. Es asimismo coordinadora del grupo de investigación Formación, Innovación y Nuevas Tecnologías y codirectora del Centro de Estudios sobre el Cambio en la Cultura y la Educación del Parque Científico de Barcelona.

## Biografía
A principios de la década de 1980 tuvo oportunidad de conocer un proyecto pedagógico de uso de ordenadores con jóvenes ninis en el máster sobre Educación en Áreas Urbanas del Instituto de Educación de la Universidad de Londres. 
Realizó un primer acercamiento a la propuesta educativa del lenguaje LOGO, promovidad por Seymour Papert, con el que en 1993 colaboró en el MIT y participó en el primer programa de informática educativa desarrollado en España (Centro de Recursos de Informática Educativa y Profesional, más tarde Programa de Informática Educativa). En 1985 comenzó a impartir la asignatura Introducción de la Informática en el Currículo, en la Universidad de Barcelona, siendo la primera que se ofertó en la licenciatura de Pedagogía. En 1988 obtuvo el título de doctora gracias al trabajo Evaluación del currículum y formación del profesorado: fundamentación de una propuesta.